# Георгій Николов
Георгій Николов (болг. Георги Маринов Николов; 13 січня 1898, Сливен — 15 лютого 1945, Сігетвар) — болгарський офіцер, генерал-майор.

## Біографія
Народився 13 січня 1898 в місті Сливен. у 1919 закінчив Військову школу в Софії, а у 1932 — Військову академію.
1938 був військовим аташе в Афінах.
З 1941 був командувачем юнкерського училища. 1943 призначений начальником штабу третьої окремої армії. З 9 по 14 вересня 1944 командувач 3-ї армії. 21 листопада того ж року він став головою 1-ї болгарської армії.
Помер 15 лютого 1945 в Сігетварі, Угорщина. За наказом Міністерства від 28 лютого посмертно здобув звання генерал-майора.

## Військові звання
- Лейтенант (30 січня 1923)
- Капітан (15 червня 1928)
- Майор (6 травня 1935)
- Підполковник (6 травня 1939)
- Полковник (1943)
- Генерал-майор (19 лютого 1945) посмертно